# Макасарский пролив

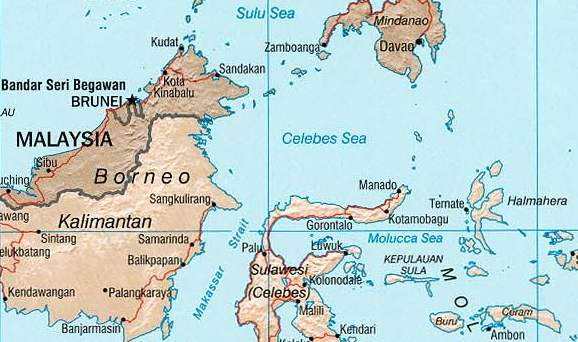
Макасарский пролив

Макаса́рский проли́в — пролив, разделяющий острова Калимантан и Сулавеси. Соединяет море Сулавеси с Яванским морем. Длина около 500 км, ширина около 200 км, глубина до 2458 м.
Течения направлены на юг, зимой усиливаются муссоном до 4 км в час, приливы до 3 м. Берега Калимантан (на западе) низкие, заболоченные, с мелкими заливами и коралловыми рифами. Берега Сулавеси выровнены, высокие. В проливе расположено множество островов, крупнейшими из которых являются острова Лаут и Себуку на юго-западе пролива.
Порты: Баликпапан (на острове Калимантан), Уджунгпанданг (на острове Сулавеси).
По Макасарскому проливу пролегает линия Уоллеса.